# Herman Brood
Hermanus (Herman) Brood (Zwolle, 5 november 1946 – Amsterdam, 11 juli 2001) was een Nederlandse zanger, kunstschilder, pianist, acteur en auteur. Brood onderscheidde zich door zijn kenmerkende zangstem en muzikale diversiteit. Hij werd met de door hem begeerde en bewust geëtaleerde zeer flamboyante levensstijl de Nederlandse belichaming van het hedonistische credo Seks, drugs & rock-'n-roll. Brood vertoonde uiteindelijk standaard ontwenningsverschijnselen zoals incontinentie, epilepsie en delirium tremens na jarenlang veelvuldig en overmatig amfetamine- en alcoholgebruik. 
Vier maanden voor zijn vijfenvijftigste verjaardag pleegde hij zelfmoord door, met een afscheidsbriefje op zak, van het dak van het Amsterdamse Hilton-hotel af te springen.

## Biografie
Een anekdote over zijn jongensjaren luidt dat Broods huisarts in 1953 gesteld zou hebben dat Brood met zijn kleurenblindheid alles zou kunnen worden, behalve kunstschilder.
Zijn eerste pianolessen kreeg hij in 1959. Op school kon hij niet goed meekomen: het liefst zat hij wat op een piano te pingelen in het verlopen fabriekje van zijn vader in Zwolle. Brood ging in 1964 naar de Kunstacademie in Arnhem en werd lid van de lokale beatgroep The Moans. De band deed veel optredens voor Amerikaanse militairen in West-Duitsland en Brood kreeg weleens een pilletje toegeschoven om wakker te blijven. Zo begon zijn verslaving. In 1967 stapte hij over naar Cuby and the Blizzards (album Groeten uit Grollo). Hij ontmoette Tekie Buissink, met wie hij een kortstondige relatie had. Op 24 mei 1968 werd hun zoon Marcel geboren.Toen de platenmaatschappij vernam dat hij drugs gebruikte, werd hij uit de band gezet. Er volgde een onduidelijke periode waarin Brood regelmatig in de gevangenis belandde wegens inbraken en handel in drugs.

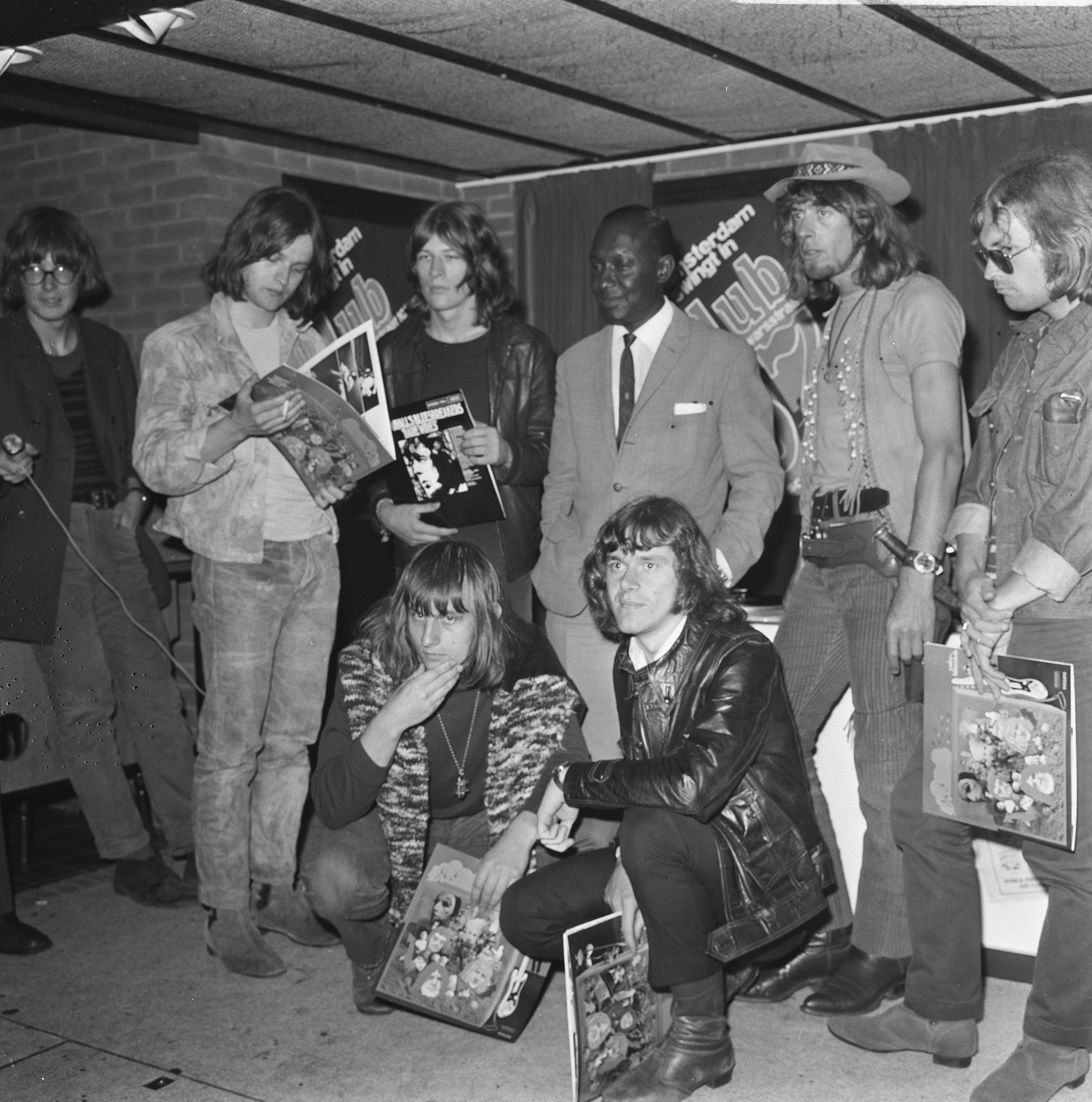
Cuby and the Blizzards met staand Herman Brood (derde van links) met naast hem Eddy Boyd (1968)

Begin 1974 deed Brood mee aan een Cuby and the Blizzards-reünie voor het VARA-televisieprogramma Nederpopzien. Vanaf dit moment pakte hij zijn muzikale carrière weer op. Hij speelde korte tijd in de Noord-Hollandse formatie Stud en nam een album op met onder anderen Jan Akkerman onder de naam Flash & Dance Band. Vervolgens trad hij toe tot de band Vitesse. Na het debuutalbum in 1975 verliet hij deze weer.

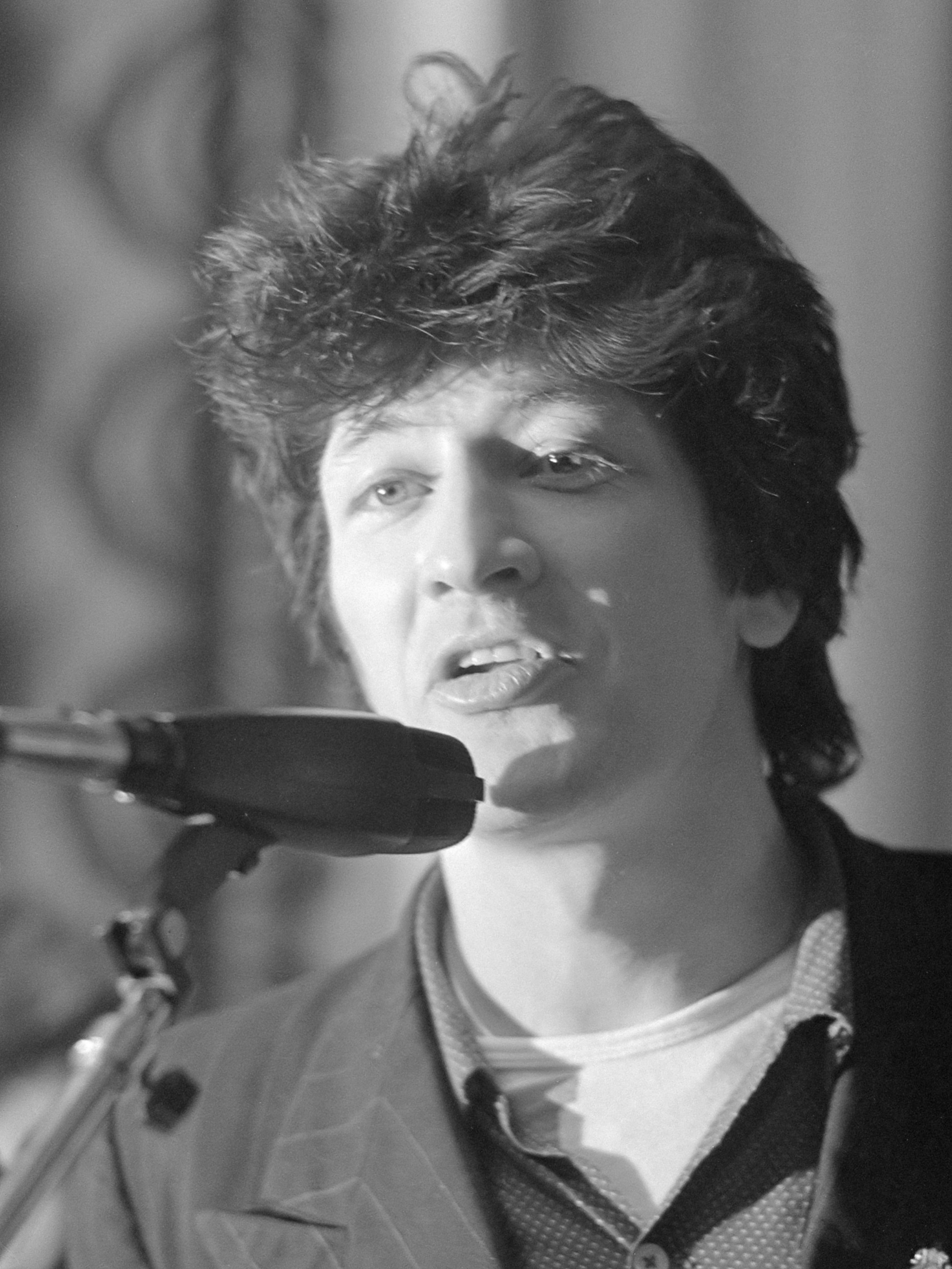
Herman Brood (1979)

In 1976 vond een cruciale ontmoeting plaats. Brood speelde weer mee in Cuby and the Blizzards, die voor korte tijd was heropgericht, toen hij in café 't Pleintje in Winschoten de naald van zijn injectiespuit in een prullenmand liet vallen. De eigenaar van het café, Koos van Dijk, kwam binnen toen Brood in de prullenmand op zoek was naar zijn naald. In plaats van Brood buiten de deur te zetten, keerde Van Dijk de prullenmand om en zocht ijverig mee. Vanaf dat moment trad Van Dijk op als Broods zaakwaarnemer; hij zou dit blijven tot Broods dood in 2001.

### 1977-1980: de hoogtijdagen vanHerman Brood & His Wild Romance
Brood verliet Cuby and the Blizzards en begon zijn eigen formatie Herman Brood & His Wild Romance. In 1977 kwam het album Street uit, dat enthousiast werd ontvangen. In 1978 volgde Shpritsz. De single Saturday Night werd een grote hit. In de Verenigde Staten was Saturday Night ruim meer dan een onopgemerkte release: het wist in de Billboard Hot 100 no. 35 te behalen. Duitsland en Frankrijk raakten geïnteresseerd. Brood werkte in 1979 mee aan de film Cha Cha van Herbert Curiël en trad in de film in het huwelijk met punkzangeres Nina Hagen. Ook bracht hij met enkele leden van zijn band onder de naam De Breedbekkikkers het carnavalsnummer Maak van uw scheet een donderslag uit. In hetzelfde jaar vertrok hij naar de Verenigde Staten. Maar een Amerikaanse tournee werd geen succes en het in de VS geproduceerde album Go Nutz (1980) werd zowel daar als in Nederland afgekraakt. Hierop zakte de carrière van Brood in.

### Latere soloactiviteiten
In 1984 kwam hij met het album The Brood dat positief werd ontvangen. In hetzelfde jaar nam hij met Doe Maar-zanger Henny Vrienten de single Als je wint op, dat in de top 10 van de destijds drie landelijke hitlijsten (Nederlandse Top 40, Nationale Hitparade en de TROS Top 50) op de nationale publieke popzender Hilversum 3 belandde. Naast dit nummer nam hij dat jaar ook nog een ander, Engelstalig reggaenummer op, Tattoo song dat eveneens een hit werd. In 1985 trad hij in het huwelijk met Xandra Jansen. Samen hadden ze twee kinderen en een aangenomen dochter.

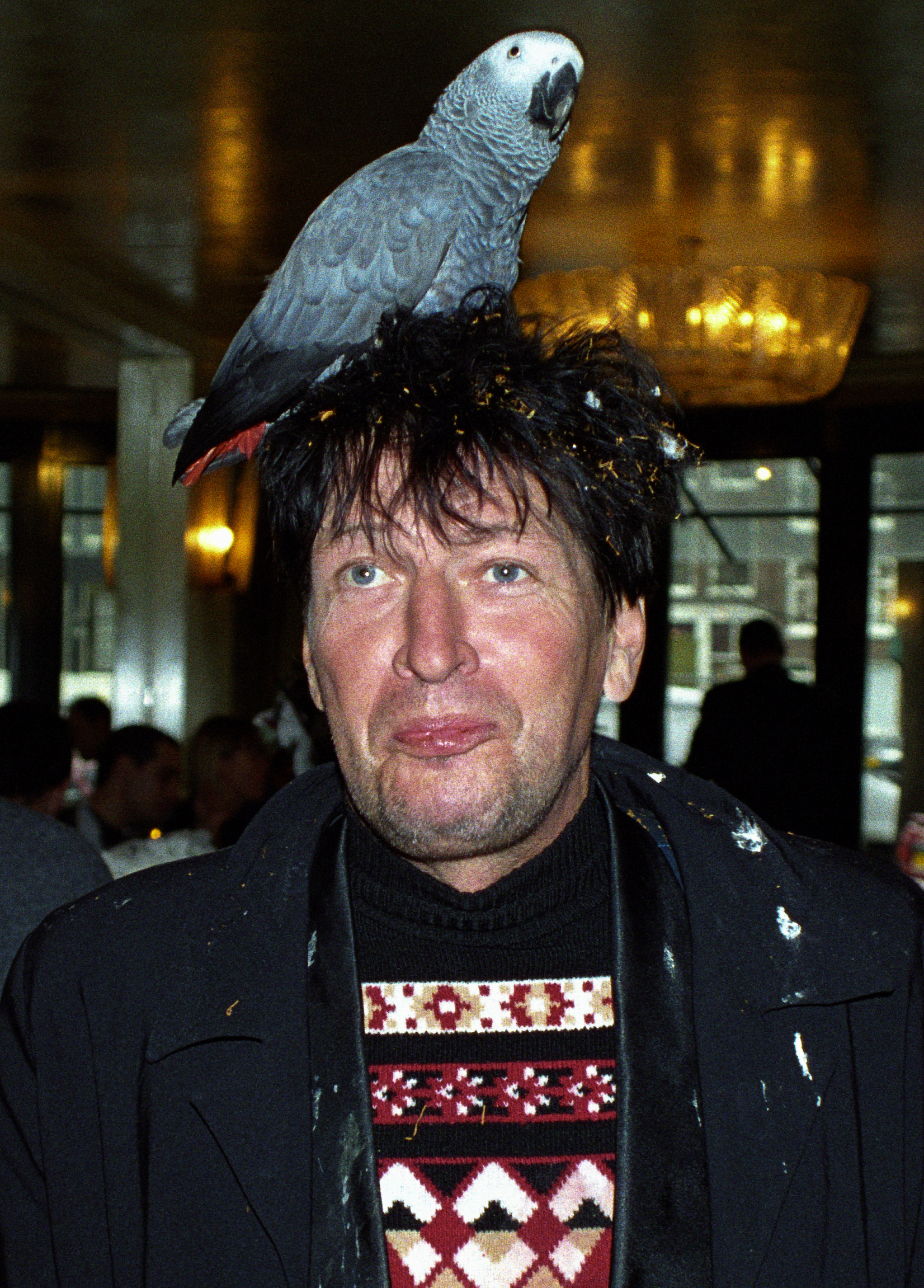
Herman Brood in 2000

In de jaren daarna waaierde zijn carrière uit. Brood acteerde in een toneelstuk en een speelfilm, maar vooral in zijn eigen leven. Eind jaren negentig trad hij samen met Bart Chabot en Jules Deelder op in het theater met de voorstelling Apocrief. Ook werd hij steeds actiever als kunstschilder. Hij werkte op groot formaat en met felle kleuren, waarbij zijn werk stond in de traditie van Cobra. In Leidschendam decoreerde hij een parkeergarage met acht enorme wandschilderingen die jarenlang het straatbeeld bepaalden. De keuze voor primaire kleuren kwam grotendeels voort uit noodzaak, omdat hij kleurenblind was. Vaak bracht hij met zwarte verf letters aan op zijn werk. De handtekening 'brood' vormt vaak een opvallend onderdeel van het schilderij. Ondanks het kleurgebruik hebben de schilderijen een wat trieste uitstraling. Brood bleef daarnaast actief in de muziek, maar zijn albums uit deze periode haalden niet meer het niveau van Shpritsz. Beroemd werd hij met zijn openlijke uitspraken in de pers over seks en druggebruik. Hij genoot van alle aandacht en werd de bekendste harddruggebruiker in Nederland; de 'nationale knuffeljunk'.

### Persoonlijk leven
Brood had verschillende langere relaties. Eind jaren zeventig ging hij met de Haagse Dorien van der Valk, voor wie hij het nummer Doreen schreef, dat op Shpritsz staat. Tijdens de tournee door Amerika ontmoette hij Laurie McAllister, bassiste in de band The Runaways. Ook met haar heeft hij enkele jaren een relatie gehad. In 1983 leerde Brood de Brabantse Xandra Jansen kennen in de Amsterdamse discotheek '36 op de schaal van Richter', waar zij achter de bar stond. Ze trouwden op 3 januari 1985. In juli van dat jaar werd dochter Lola Pop Brood geboren. Zij was niet het eerste kind van Brood. In 1968 was hij vader geworden van zoon Marcel Buissink, die werd geboren na een onenightstand met Gronings model Tekie Buissink. In 1994 beviel Xandra Jansen van een tweede dochter, Holly Mae Brood, die echter niet verwekt was door Brood. Hij beschouwde Holly Mae echter wel als zijn eigen dochter en zij draagt ook officieel zijn achternaam, omdat ze geboren werd binnen het huwelijk van Brood en Jansen. Hoewel hij enkele jaren niet bij zijn gezin woonde, maar in zijn atelier aan de Jan van Eijckstraat 45 in Amsterdam en vaak vreemdging, is hij nooit van Xandra Jansen gescheiden.

### Drugsgebruik en overlijden
Door het gebruik van alle genotmiddelen was zijn lichaam tegen 2001 geheel uitgeleefd. Pogingen om af te kicken hadden geen succes. Op 11 juli 2001 om 13.28 uur sprong de vierenvijftigjarige Brood van het Amsterdamse Hilton Hotel af met in zijn binnenzak een briefje waarop stond:
Xandra & alle skatjes, Deze snelheid in plaats van opbranden dat laat ik aan de crematie over. ... Rous door zoals ik deed... en treur niet ! maak er een feest van. Ik zie jullie nog weleens. Ik ga nu bungy zonder elastiek. Genade - pappa. DROWN IN MY OWN TEARS.

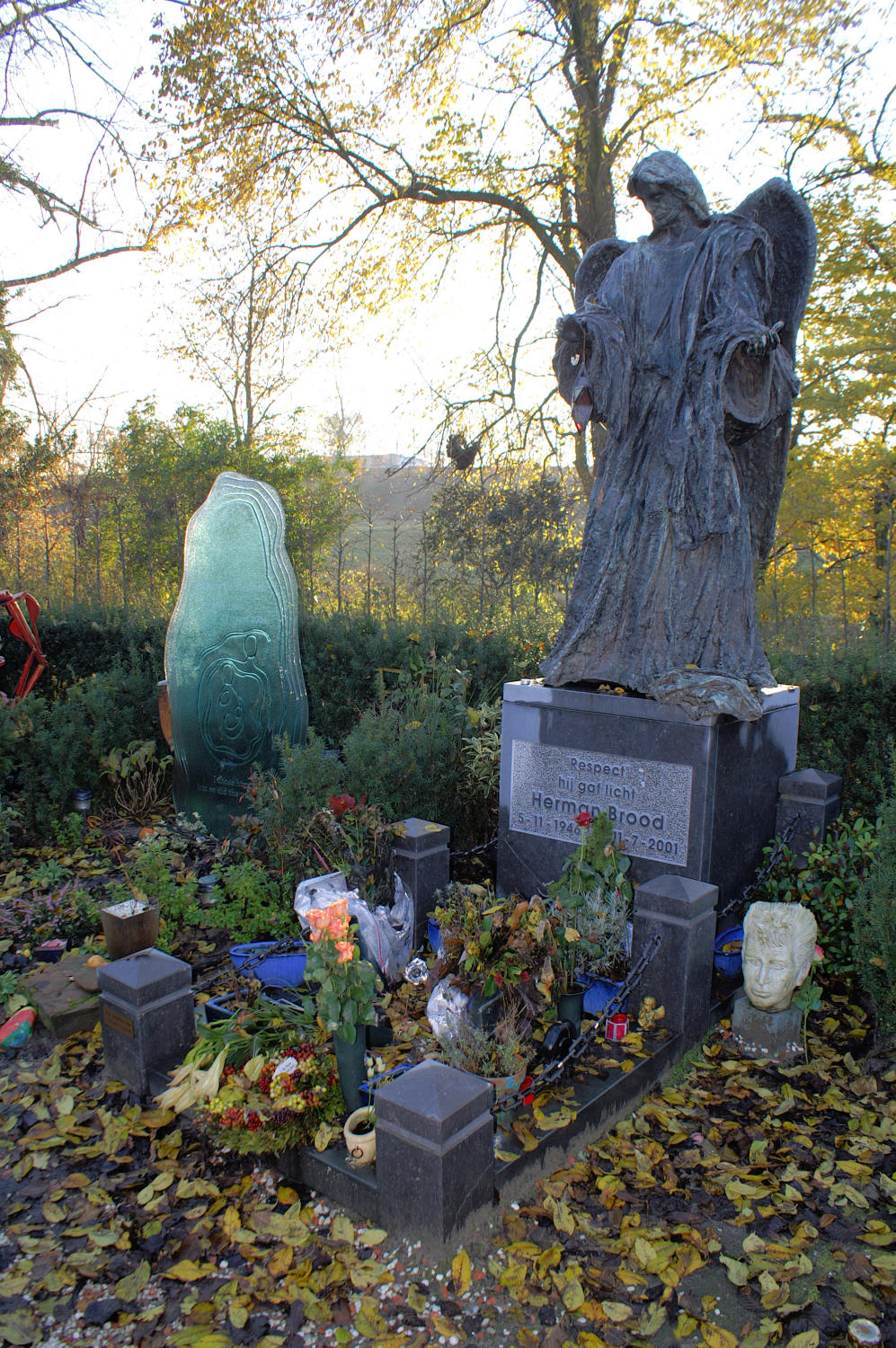
Het graf van Herman Brood

Men stond perplex, evenals zijn platenlabel, omdat Brood, volgens Henkjan Smits, bezig zou zijn aan een groot project, namelijk een jarenvijftigsoulplaat met een groot orkest en onder meer samenwerkingen met Ann Peebles en Ray Charles. In de periode kort na zijn dood ontstond een levendige handel in schilderijen en zeefdrukken van Brood, waarbij ook vervalsingen opdoken. Brood werd gecremeerd in Westgaarde en zijn as werd begraven in een urnengraf op Zorgvlied waarop een reuzegrote grijze vrouwelijke engel staat (met op de rug bij de rechtervleugel een antikledingdiefstalknop).
In 2006 schreef Wild Romance-gitarist Dany Lademacher een boek over zijn periode met Brood. Later dat jaar verscheen de film Wild Romance, waarin Daniël Boissevain de rol van Brood speelde. Zeven jaar na de dood van Brood werd er in 2008 een onbekend nummer van de zanger gevonden en uitgebracht. Papa komt vanavond niet thuis is een samenwerking met rapper MC Drama, destijds een vriend van Brood. Samen schreven zij het nummer in 1998.

## Tentoonstellingen

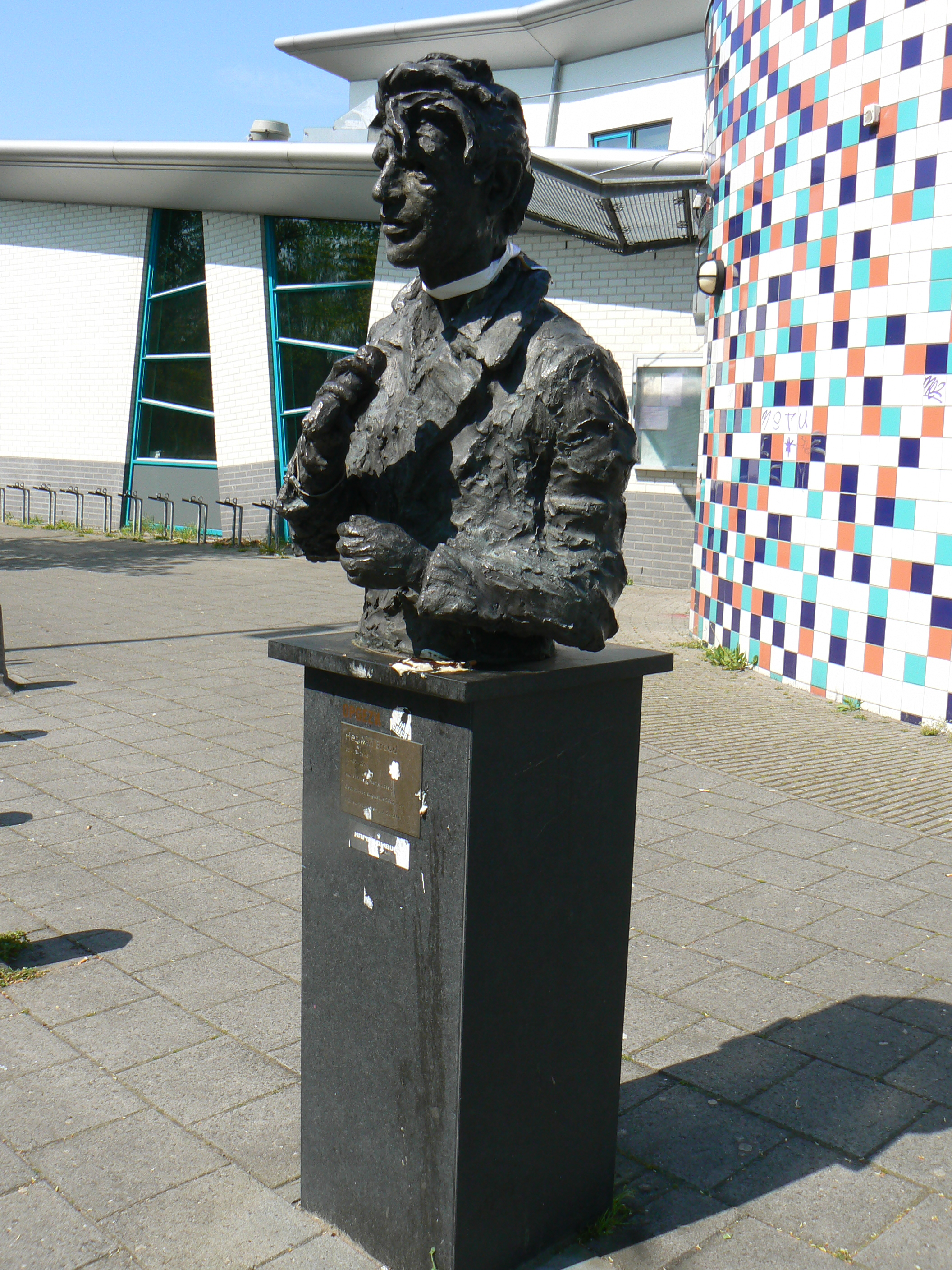
Buste van Herman Brood in Zwolle

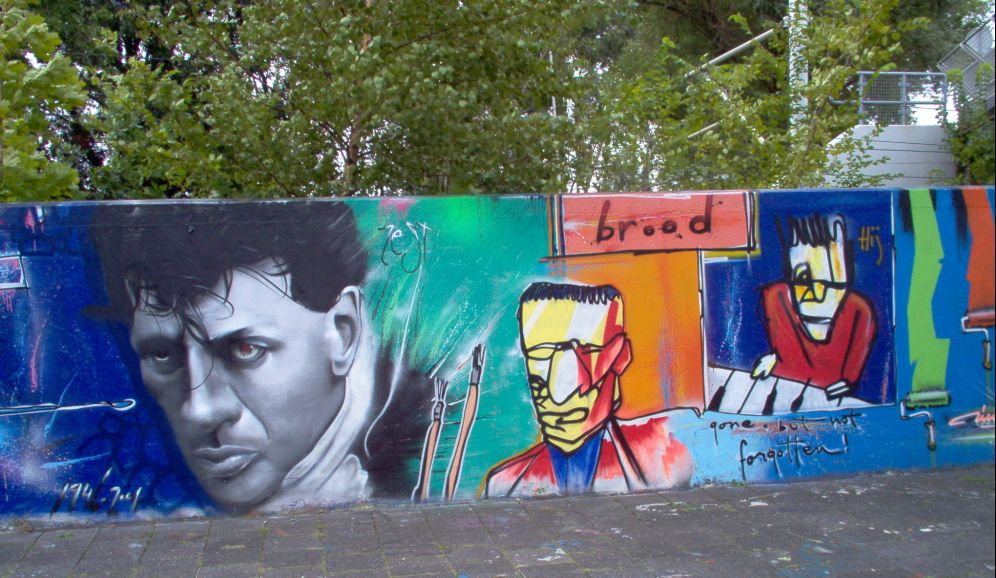
Graffiti in Delft in 2004 ter nagedachtenis aan Brood

Na Broods overlijden was in 2002 in het Cobra Museum in Amstelveen een eerste overzichtstentoonstelling van zijn werk te zien, met daarnaast foto's, gemaakt door zijn vriend, de fotograaf Anton Corbijn. Eerder was het werk van Brood museaal nooit erkend, hoewel zijn werk al veel eerder te zien was voor publiek, zoals tussen 8 en 22 november 1984 in Groningen. Er waren echter wel veel liefhebbers en zijn schilderwerk werd goed verkocht.
In december 2005 werd in Wageningen een Herman Brood-museum geopend. Het museum, dat gratis toegankelijk was, beschikte over de grootste collectie originele schilderijen, zeefdrukken en tekeningen. Ook waren er wat beschilderde sculpturen en objecten, een zeer uitgebreide collectie (zeldzame) lp's en singles, de originele botsauto van Brood en enkele van zijn persoonlijke bezittingen te bezichtigen. Later is de naam Herman Brood Museum veranderd in HB-M. Doordat de expositieruimte is verdwenen houdt HB-M zich vrijwel uitsluitend bezig met keuringen van het werk van Brood en de uitgifte van Echtheidscertificaten.
Op 5 november 2006 werd er in de rock art-galerie in Hoek van Holland een expositie geopend over Brood onder de titel Brood's leven. Hier was een gecombineerd overzicht te zien van Broods muziek en kunst.
Van 5 november 2006 tot 28 januari 2007 werd het volledige atelier overgeplaatst naar het Groninger Museum om daar ter ere van de film Wild Romance, die bovendien in Groningen in première ging, tentoongesteld te worden. De tentoonstelling, genaamd Cha Cha. Fenomeen Herman Brood, richtte zich op het atelier van de kunstenaar, de plek waar Brood veel van zijn schilderijen maakte, muziek componeerde, teksten schreef, vaak sliep en zijn onconventionele levenswijze vrij spel had. Zijn echte atelier nabij het Spui in Amsterdam was sinds de dood van Brood bijna onaangeroerd gebleven. In april 2008 werd het atelier uiteindelijk toch ontruimd.
Op 13 mei 2011 werd de Herman Brood Gallery geopend in het Westcord Art Hotel in Amsterdam, met vaak niet eerder tentoongestelde grote doeken en verschillende zeefdrukken. Tussen 11 mei 2014 en 24 augustus 2014 was er in het Willem van Haren Museum een tentoonstelling. Hier hingen vooral schilderijen uit de collectie van Koos van Dijk. Het Museum Jan van der Togt in Amstelveen organiseerde van 29 januari tot en met 28 maart 2016 een grote tentoonstelling van schilderijen en tekeningen van Brood, die dat jaar zeventig zou zijn geworden.

### Herman Brood Museum & Experience

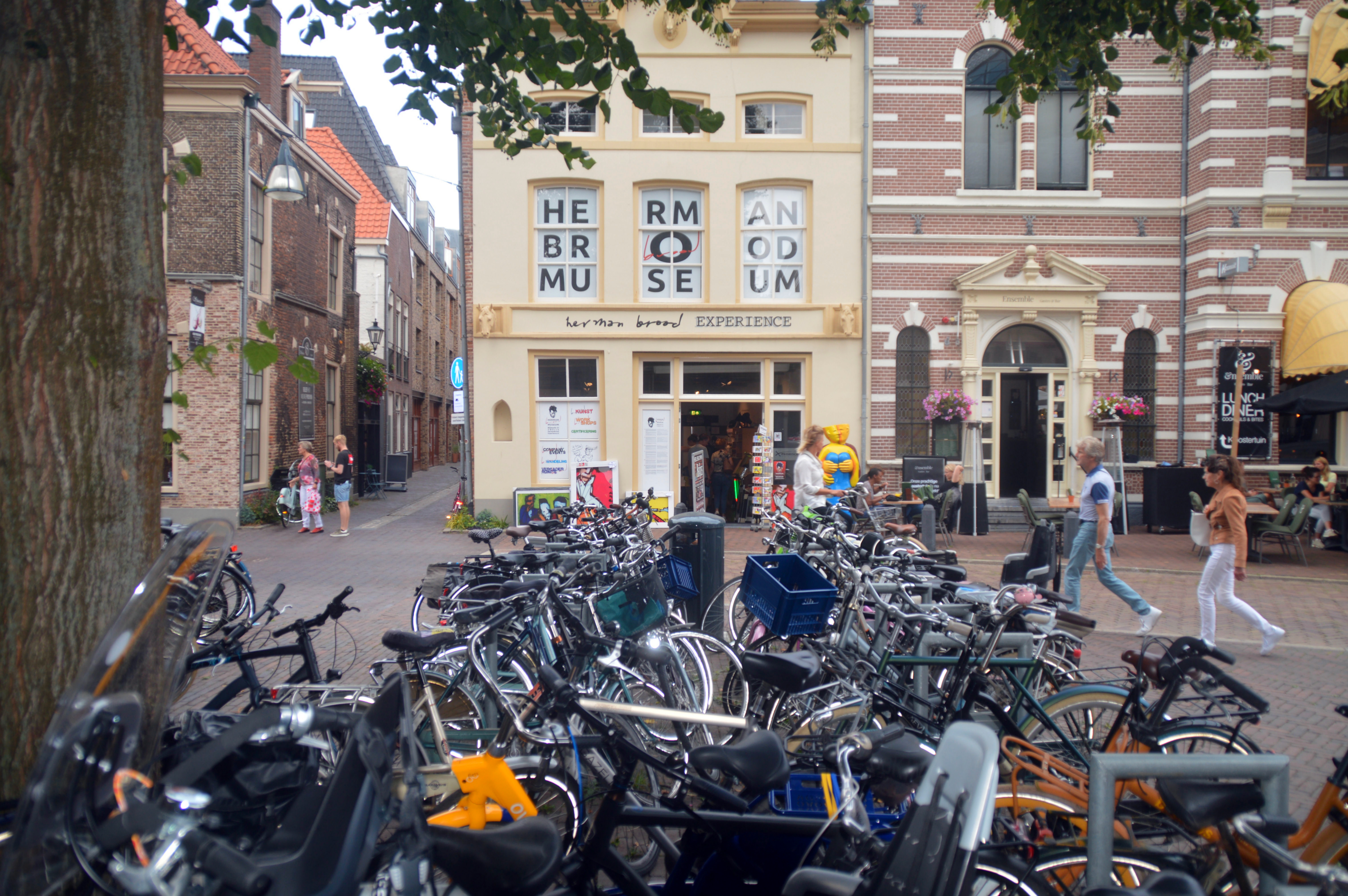
Herman Brood Museum & Experience Zwolle

In april 2017 is in Zwolle aan de Blijmarkt 21 het Herman Brood Experience gestart waar het werk van Brood bewonderd kan worden. De bezoeker krijgt door foto's, voorwerpen, film en geluid een inkijkje in het leven van de in Zwolle geboren artiest. De Herman Brood Museum & Experience toont een brede collectie van Brood, afkomstig uit de privécollectie van vriend en initiator Ivo de Lange, weduwe Xandra Brood, dochter Lola en beide zussen van Brood. Het gaat om brieven, tekeningen en gedichten, door hem geschreven en geschilderd op doek, stukken papier en bierviltjes. Er zijn ook persoonlijke items van Brood zelf te zien. Nooit eerder vertoonde foto's, door hem beschilderde gitaren, kledingstukken, schildersmateriaal en zelfs zijn spuitnaalden.
In februari 2025 werd bekendgemaakt dat het Museum op 30 maart 2025 zou sluiten. Het was financieel niet meer haalbaar.

## Postume publicatie
In november 2021 verscheen herontdekt werk van Brood. Twintig jaar na zijn dood trof Xandra Brood in een oude opslagruimte 3750 niet eerder vertoonde werken van haar overleden man. Het betrof tekeningen, brieven en poëzie. Deze vondst werd samengebracht in een tafelboek met een beperkte oplage.

## Films
- Cha Cha (1979)
- Stadtrand (1988, Duitse speelfilm, regie Volker Führer)
- Total Love (2000, Israëlische cultfilm)
- Rock 'n' Roll Junkie (1994, documentaire samengesteld door Jan Eilander)
- Wild Romance (2006, biopic, regie Jean van de Velde, won Gouden Kalf in 2007 voor beste acteur, Marcel Hensema speelde Broods manager Koos van Dijk)
- Herman Brood Uncut (2006, onbewerkt materiaal uit Broods leven, samengesteld door Jan Eilander)
- Herman Brood, a Star Like Me (2008, documentaire samengesteld uit archief, regie Peter Scholten)
- Kunst begin drrrrr niet an (2015, documentaire samengesteld uit homevideos, regie Gwenn Jansen)
- Unknown Brood (2016, documentaire van Dennis Alink)

## Opvallende gebeurtenissen
- Brood werd eind 1967 tijdens een feestje in Den Haag samen met Jay Baar (drummer van de Q65) gearresteerd voor het bezit van verdovende middelen. Tijdens zijn voorarrest viel Cuby + Blizzards uit elkaar. Toen hij weer vrijkwam, was de breuk tussen Harry Muskee en Eelco Gelling gelijmd en kon Brood deel uit gaan maken van een nieuwe bezetting van C+B.
- In de jaren zeventig trad Brood met Cuby and the Blizzards onder meer op in de Jaminhallen, de in onbruik geraakte en later afgebroken fabriek van Jamin in Rotterdam. Pal voor zanger Harry Muskee stond een toeschouwer die onophoudelijk al zijn bewegingen op het kniehoge toneel tot in detail nadeed, inclusief de zanggebaren met de microfoon. Muskee liet hem begaan en Brood zag dat van achter zijn piano aan, maar toen hij het zat was, stond hij op, liep naar de toeschouwer toe, ging voor diens neus op zijn hoofd staan en nodigde de man daarna met een gebaar uit om ook dat te imiteren. Waarna de man verbouwereerd afdroop en uit beeld verdween.
- Brood bracht met theatergezelschap Hollandia eind jaren tachtig een theaterstuk dat op verschillende locaties, waaronder IJmuiden, is uitgevoerd. Het speelde zich af in de kleine geblindeerde touringcar, waar de bezoekers onderdeel waren van het stuk. Brood was gekleed in een militair kostuum en werd bijgestaan door enkele militant uitziende stewardessen. Een daarvan werd gespeeld door Carine Crutzen.
- In 1996 was Brood te gast in de villa van Felderhof, samen met Majoor Bosshardt van het Leger des Heils. In dit programma vertelde Brood openhartig over zijn druggebruik, zijn gezin en andere zaken.
- In 1996 werd Brood 50 jaar, iets wat velen voor onmogelijk hielden. Vrienden en vriendinnen kwamen bijeen om hem in Paradiso in het zonnetje te zetten. Het evenement werd live op de radio uitgezonden en ook nieuwszenders besteedden er aandacht aan. Zelf kneep hij er gedurende deze avond tussenuit om zijn verjaardag verder ergens anders te vieren. De pers, met een cameraman, ging hem achterna, maar na stevige woorden van Brood staakten ze de achtervolging.

## Nagedachtenis

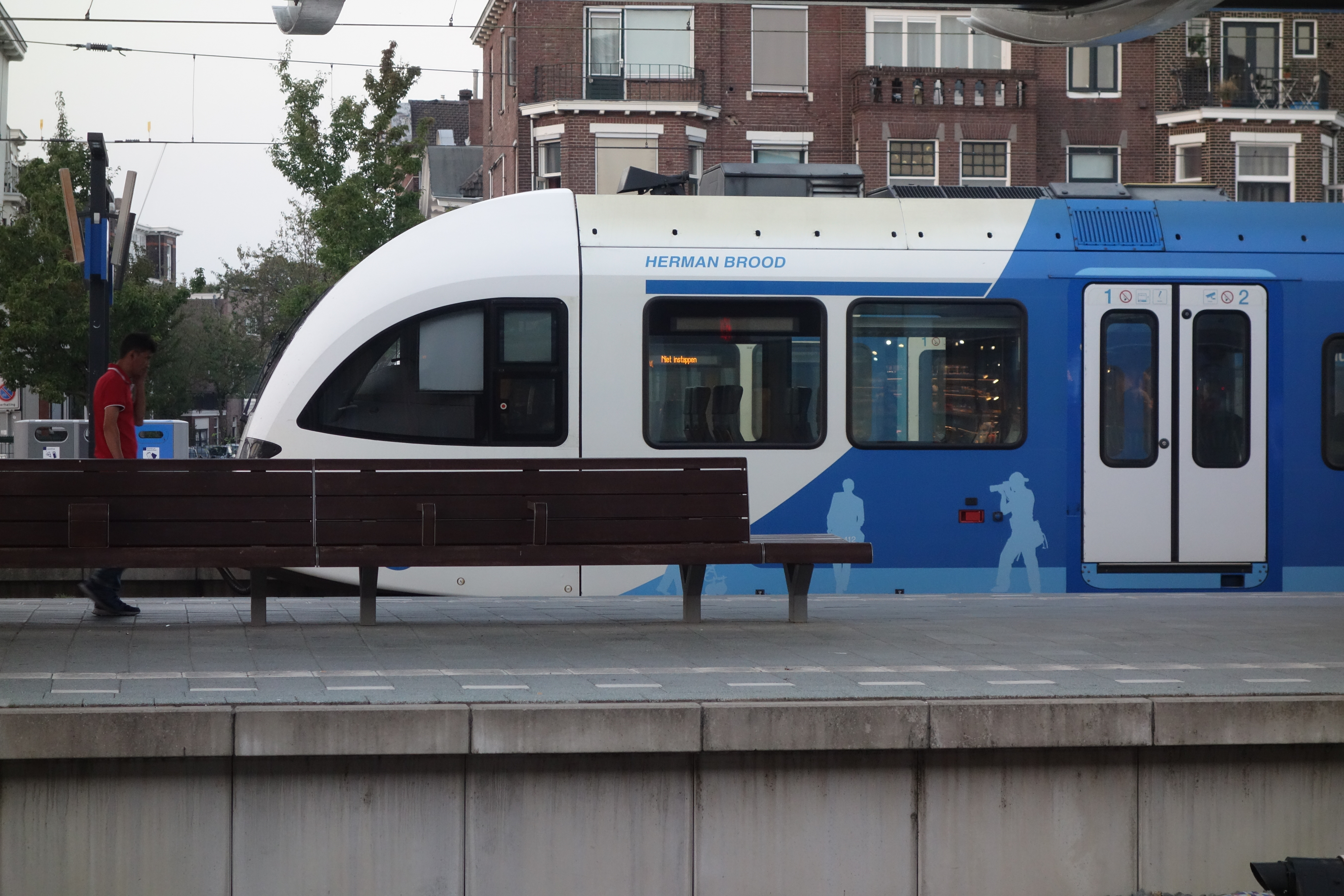
Arriva-trein genoemd naar Herman Brood

- Bart Chabot schreef een vierdelige Brood-biografie.
- In Zwolle is een wandel/steproute over Brood uitgestippeld.
- Sinds 2001 staat in Zwolle een standbeeld van Brood, gemaakt door Frank Rosen. Oorspronkelijk stond dit beeld voor de ingang van poppodium Hedon, maar in 2010 werd het (inclusief sokkel) ter bescherming naar een veilige plaats gebracht om herhaling van diefstal - vanwege het materiaal brons - te voorkomen. Na een verbouwing van Poppodium Hedon werd het beeld in 2014 teruggeplaatst, nu in de hal van het gebouw. In 2017 verhuisde het beeld naar de Herman Brood Experience aan de Blijmarkt.
- Alle nummers op de cd van Black Francis (ex-Pixies), getiteld Bluefinger uit 2007, zijn geïnspireerd op Brood. Het bevat zelfs één cover van Brood: You Can't Break a Heart and Have It, opgenomen in 1996 voor Kid stuff, maar uiteindelijk niet eerder uitgebracht dan op de Brood Box. De titel van deze cd, Bluefinger, verwijst naar de geboortestad van Brood: Blauwvinger is een oude geuzennaam voor een Zwollenaar.
- Er bestaat een Herman Brood Academie. In Utrecht zijn er opleidingen te volgen voor onder meer deejay, popartiest, studiotechniek en management popmuziek. Als docenten zijn onder meer Anita Doth en Jiggy Djé werkzaam. De opleiding heeft artiesten afgeleverd als S10, Meau, Rondé en Son Mieux.[12]
- Voor personen uit de media die van muziek houden en in de media hun werkelijke mening durven geven, heeft website ThePostOnline de Herman Brood Award in het leven geroepen. In 2013 werd de eerste uitgereikt aan Johan Derksen,[13] in 2014 ging de prijs naar Waylon.[14]
- De eerste helft van 2016 toerde langs de Nederlandse theaters het rock-'n-rollspektakel Chez Brood, met scènes uit de Brood-biografie van Bart Chabot, onder regie van Victor Löw en met onder anderen Stefan Rokebrand in de rol van Brood, Owen Schumacher als Chabot en Tibor Lukács als Jules Deelder. De band stond onder leiding van Jan Rot.
- In januari 2016 verschenen de memoires van Broods weduwe, Xandra Jansen, onder de titel Rock-'n'-roll widow. Het boek werd geschreven door rockbiograaf Rutger Vahl. In haar memoires vertelt Jansen vooral over Brood als echtgenoot en huisvader.
- Op 1 juni 2019 onthulde Xandra Brood – in bijzijn van dochters Lola en Brenda – het bordje 'Herman Broodsteeg'. Het initiatief voor een eigen straat kwam van Ivo de Lange van het Herman Brood Museum. Peter Vader – die al jaren Herman Broodwandelingen verzorgt – suggereerde het steegje waar Brood vroeger op de Handelsschool zat (nu Het Refter).
- In de Canadese horrorfilm Scanners van regisseur David Cronenberg is een concertposter van Herman Brood & his Wild Romance te zien.
- Ter nagedachtenis aan Brood werd voor het Amsterdamse Hilton-hotel een bank geplaatst.

## Muurschilderingen
In Leidschendam decoreerde Brood de parkeergarage van het winkelcentrum Leidsenhage met acht enorme wandschilderingen. De decoraties werden in 2011 verwijderd door Unibail-Rodamco, eigenaar van de garage. Hieronder een aantal van deze werken.

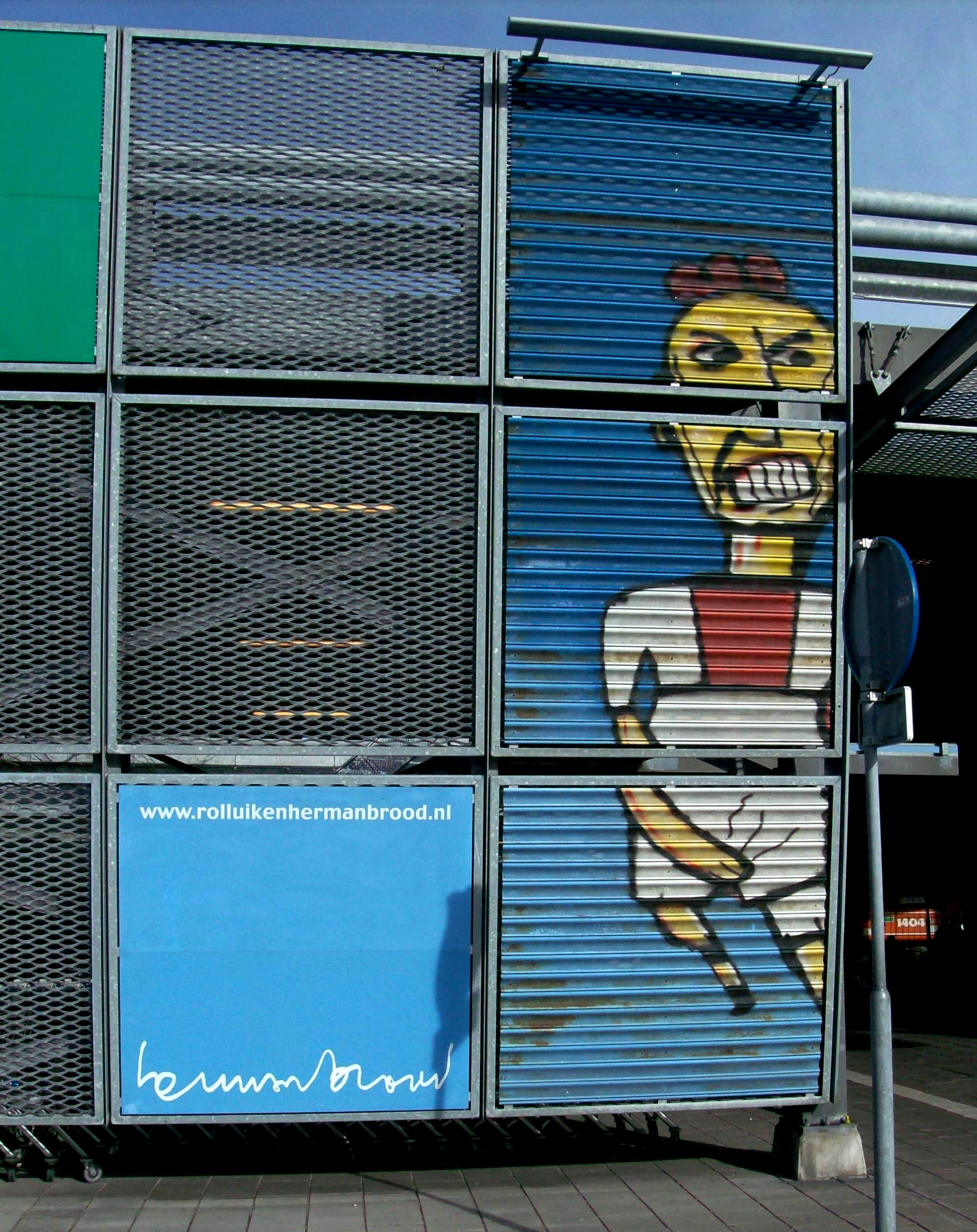
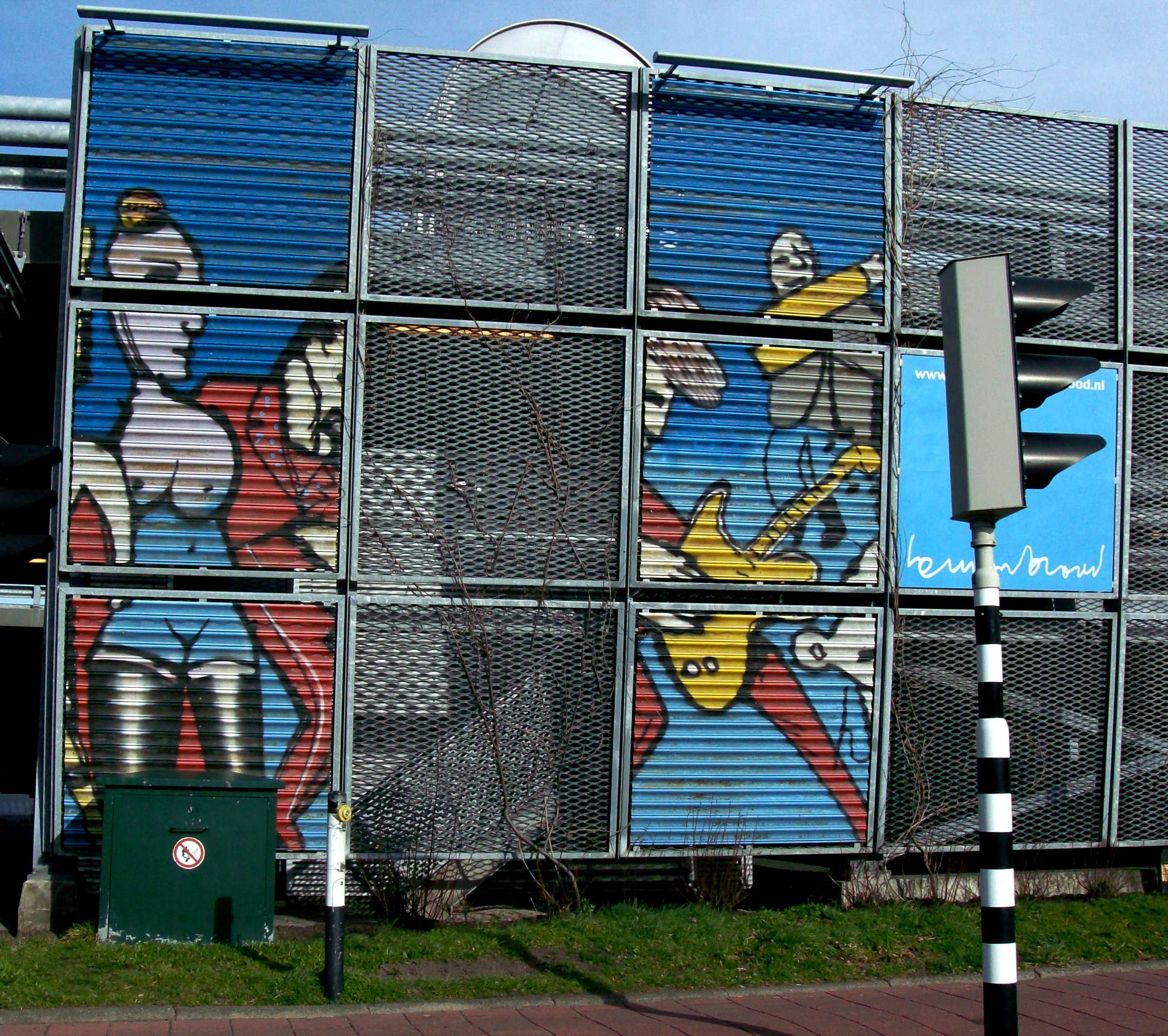
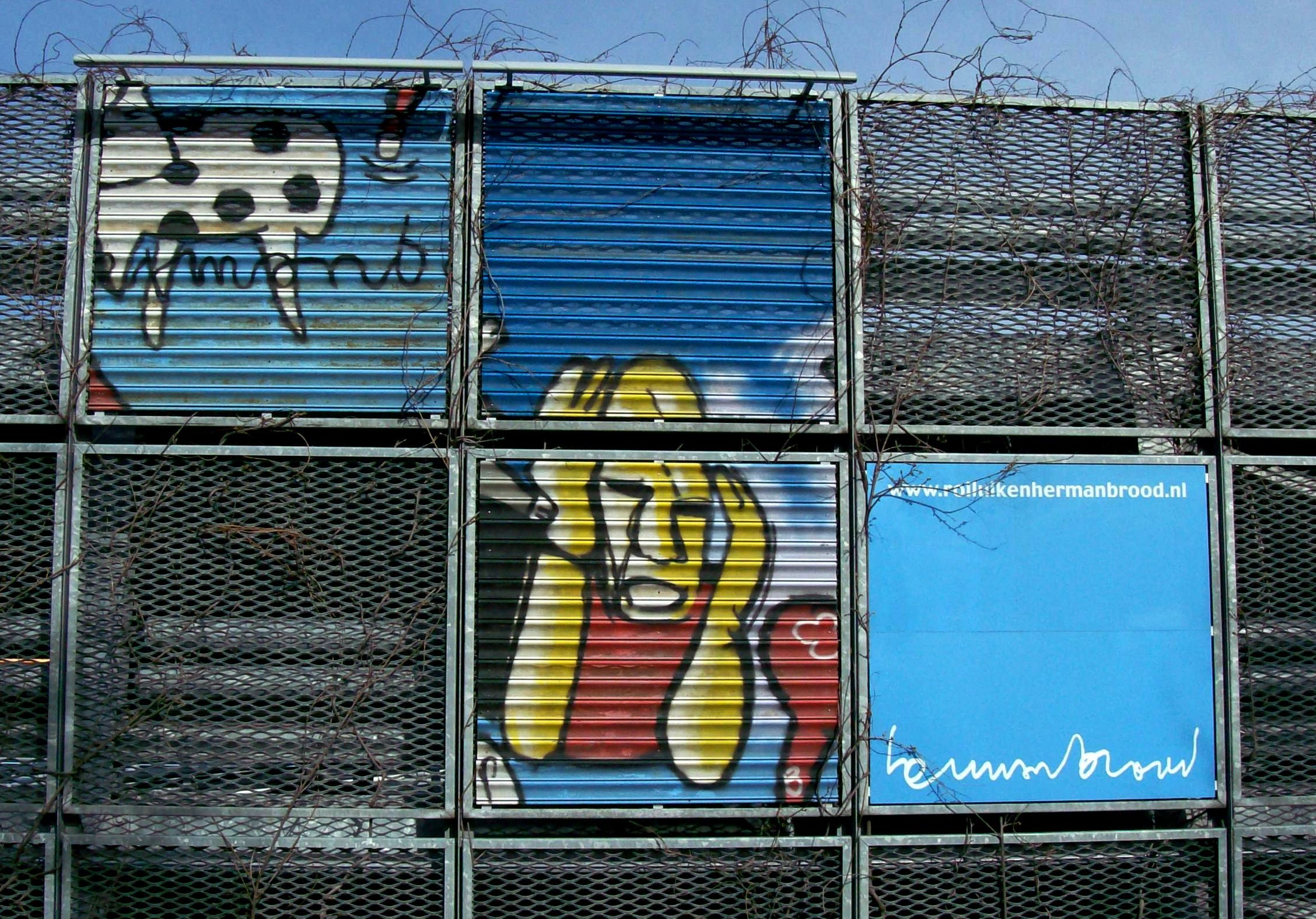
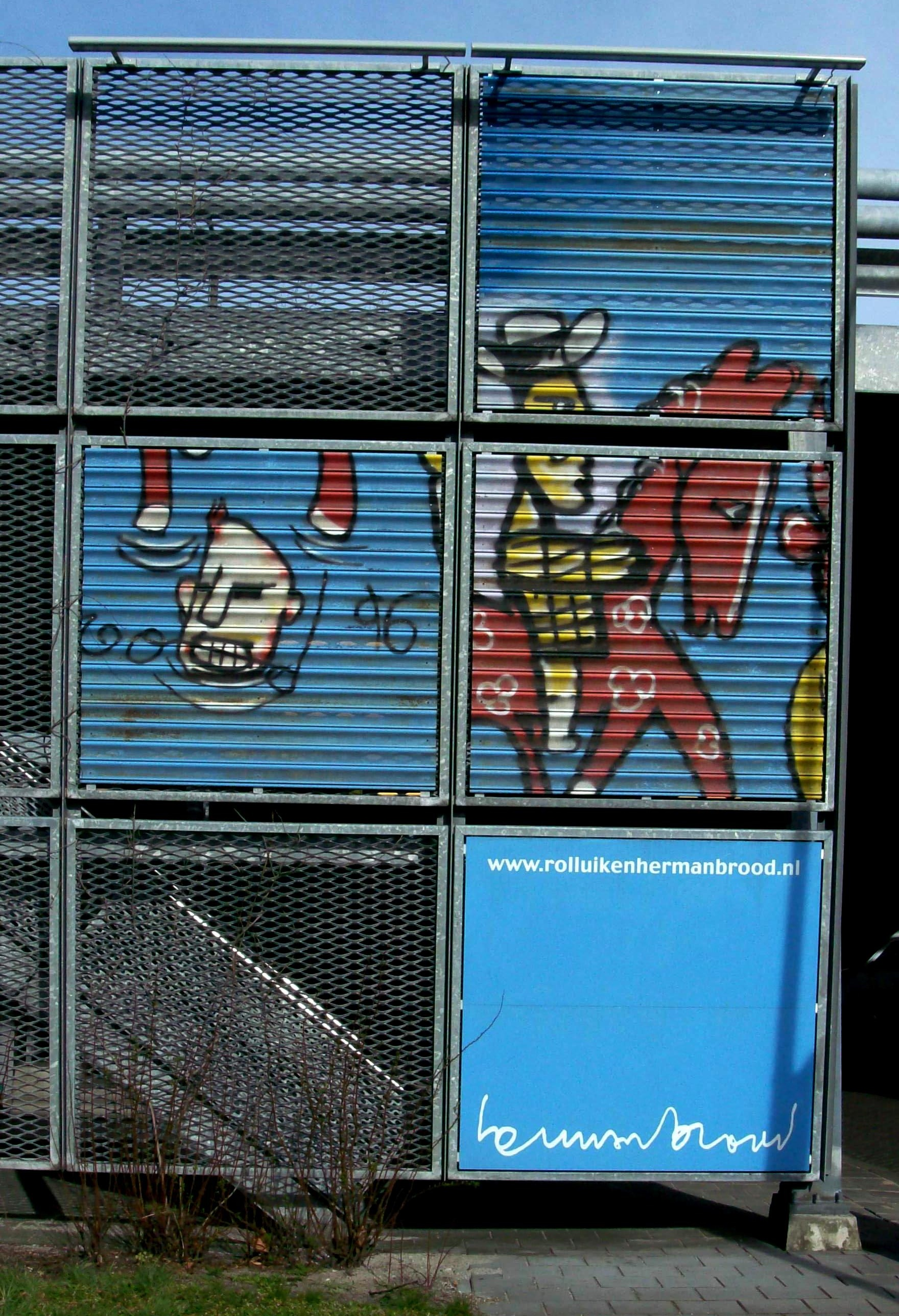
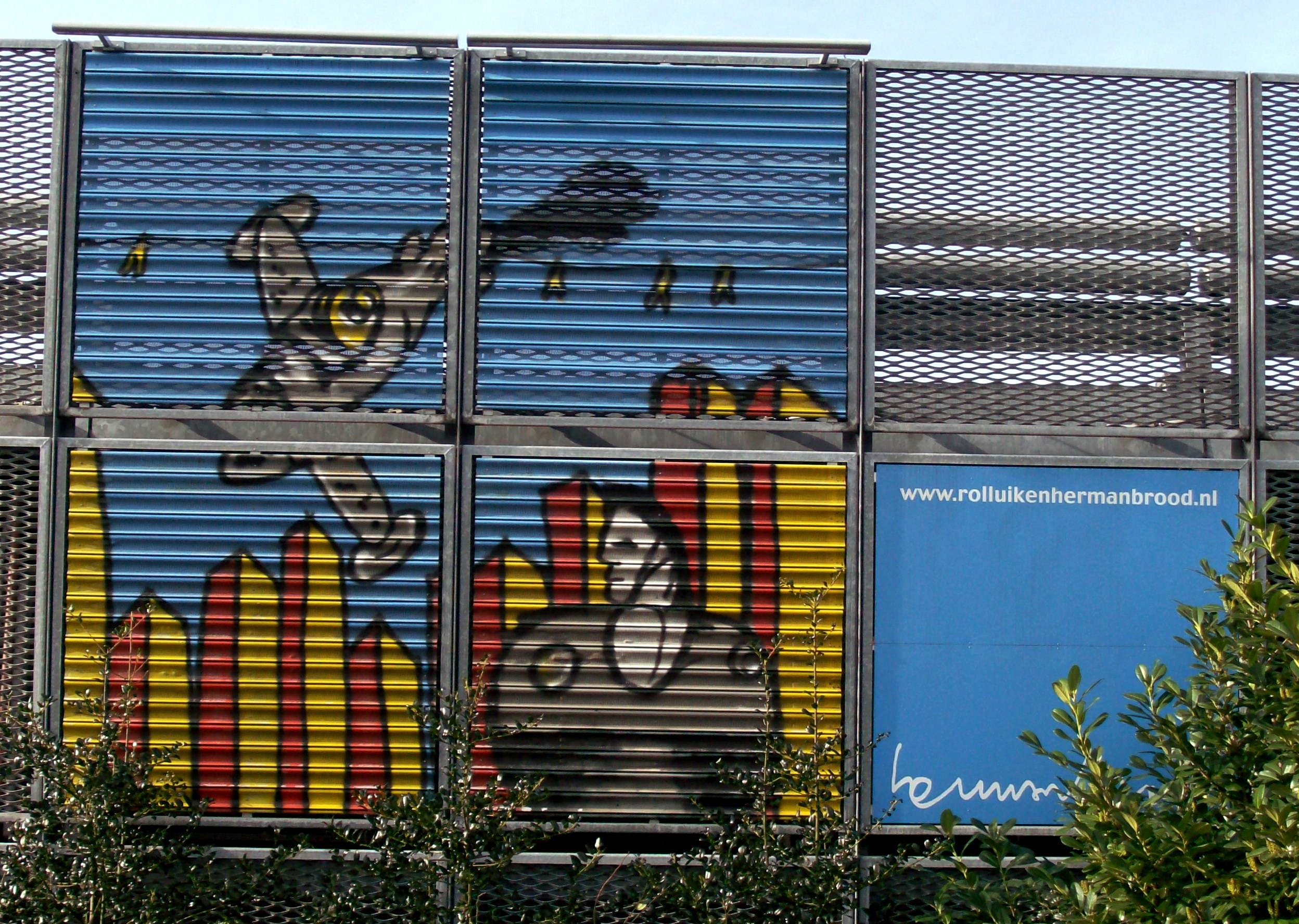
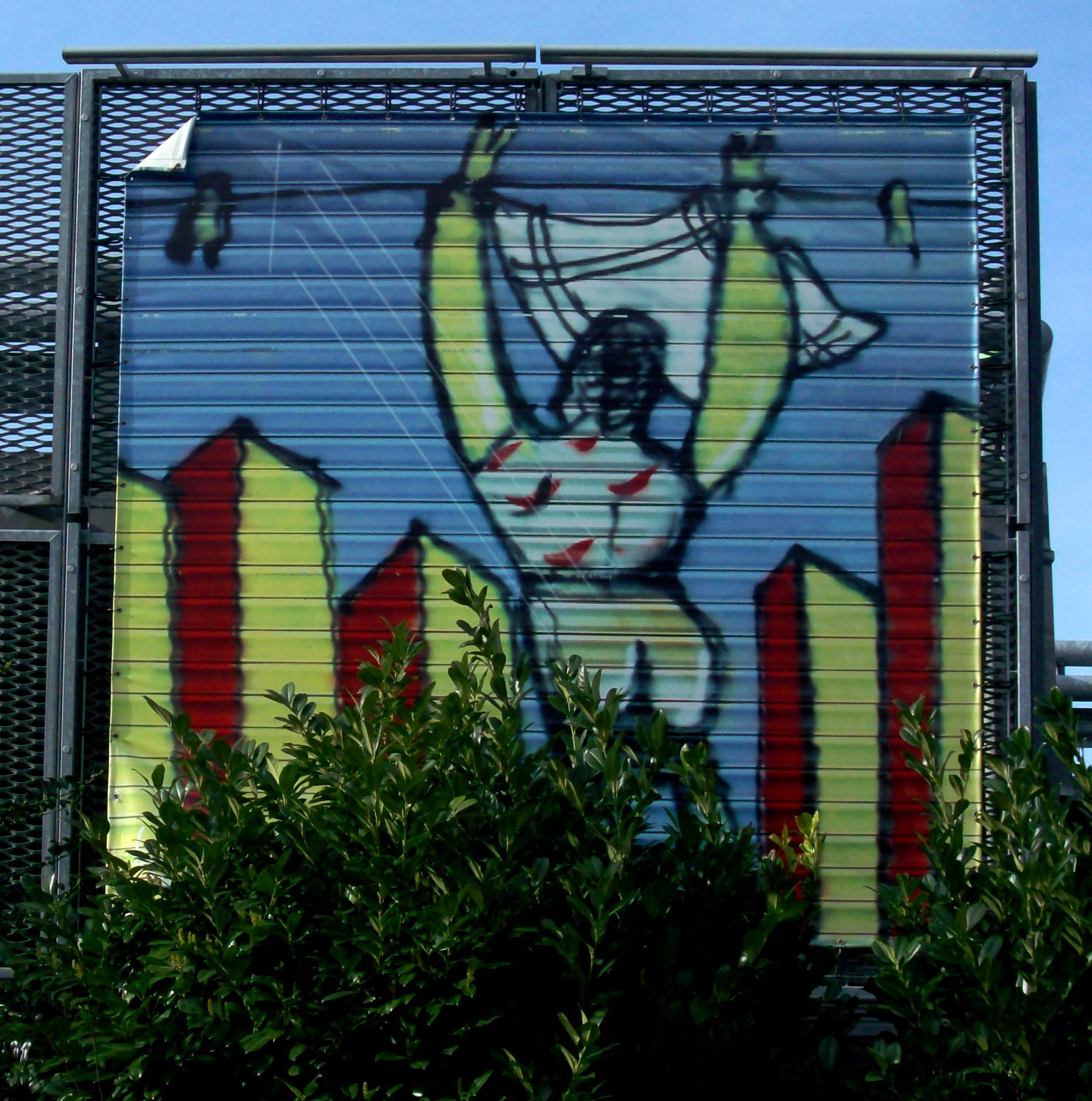

## Discografie
Als Broods bekendste muzikale nummers gelden Saturday Night (1978), Rock’n’Roll Junkie (1978) dat om zijn levensstijl ook wel zijn lijflied genoemd werd, Street (1977), Dope Sucks (1978), Never Be Clever (1979), I Love You Like I Love Myself (1979), Als Je Wint (1984, Nederlandstalig duet met Henny Vrienten) en zijn vertolking van My Way (2001), dat enkele weken na zijn zelfdoding postuum zijn enige nummer één hit werd.

### Albums

#### metCuby and the Blizzards
| Album met eventuele hitnotering(en) in de Nederlandse Album Top 100 | Datum van verschijnen | Datum van binnenkomst | Hoogste positie | Aantal weken | Opmerkingen                         |
| ------------------------------------------------------------------- | --------------------- | --------------------- | --------------- | ------------ | ----------------------------------- |
| Groeten uit Grollo                                                  | 1967                  |                       |                 |              | Goud                                |
| Trippin' thru a midnight blues                                      | 1968                  |                       |                 |              |                                     |
| Cuby's Blues                                                        | 1969                  |                       |                 |              | Verzamelalbum (2 lp)                |
| Afscheidsconcert                                                    | 1974                  |                       |                 |              | Livealbum                           |
| Kid Blue                                                            | 1976                  |                       |                 |              |                                     |
| Old times - Good times                                              | 1977                  |                       |                 |              |                                     |
| C+B featuring Herman Brood                                          | 1979                  |                       |                 |              | Livealbum                           |
| Groeten uit Grollo - Deluxe edition                                 | 17-06-2011            | 18-06-2011            | 34              | 15           |                                     |
| Alles uit Grollo - 28 CD's & 1 DVD                                  | 2016                  |                       |                 |              | Complete All CD's 1e & 2e CD's Mono |

#### Solo
| Album met eventuele hitnotering(en) in de Nederlandse Album Top 100 | Datum van verschijnen | Datum van binnenkomst | Hoogste positie | Aantal weken | Opmerkingen                                    |
| ------------------------------------------------------------------- | --------------------- | --------------------- | --------------- | ------------ | ---------------------------------------------- |
| Showbiz Blues                                                       | 1975                  | -                     |                 |              | met Flash & Dance Band                         |
| Vitesse                                                             | 1975                  | -                     |                 |              | met Vitesse                                    |
| Street                                                              | 1977                  | 25-04-1977            | 30              | -            |                                                |
| Shpritsz                                                            | 1978                  | 10-06-1978            | 6               | 44           | Platina                                        |
| Cha Cha                                                             | 1979                  | 20-01-1979            | 2               | 27           | Platina                                        |
| Cha Cha (soundtrack)                                                | 1979                  | 29-12-1979            | 28              | 5            | met Nina Hagen & Lene Lovich / Platina         |
| Go Nutz                                                             | 1980                  | 08-03-1980            | 4               | 12           |                                                |
| Wait a Minute...                                                    | 1980                  | 11-10-1980            | 30              | 2            |                                                |
| Modern Times Revive                                                 | 1981                  | -                     |                 |              |                                                |
| Frisz & Sympatisz                                                   | 1982                  | -                     |                 |              |                                                |
| The Brood                                                           | 1984                  | 23-06-1984            | 13              | 14           |                                                |
| Bühnensucht                                                         | 1984                  | 05-10-1985            | 30              | 3            | Livealbum                                      |
| Yada Yada                                                           | 1988                  | 19-03-1988            | 12              | 13           |                                                |
| Hooks                                                               | 1989                  | 17-06-1989            | 43              | 7            |                                                |
| Freeze                                                              | 1990                  | 10-11-1990            | 79              | 4            |                                                |
| Saturday Night Live! 1975-1984                                      | 1992                  | 11-04-1992            | 6               | 54           | Verzamelalbum                                  |
| Saturday Night Live!                                                | 1992                  | 18-04-1992            | 40              | 7            | Livealbum                                      |
| Fresh Poison                                                        | 1994                  | 23-04-1994            | 48              | 6            |                                                |
| 50 The Soundtrack                                                   | 1996                  | 23-11-1996            | 9               | 16           | Duettenalbum t.g.v. zijn 50e verjaardag / Goud |
| 1977-1997 20 Years of Rock & Roll                                   | 1997                  | 04-10-1997            | 5               | 21           | Verzamelalbum met boek                         |
| Back On The Corner                                                  | 1999                  | 13-03-1999            | 5               | 29           | Goud                                           |
| Ciao Monkey                                                         | 2000                  | 02-12-2000            | 36              | 8            |                                                |
| My Way - The hits                                                   | 2001                  | 13-10-2001            | 5               | 57           | Verzamelalbum / Goud                           |
| Final                                                               | 2006                  | 11-11-2006            | 51              | 5            |                                                |
| Brood Box                                                           | 2006                  | -                     |                 |              | Verzamelbox inclusief album Kidstuff           |

### Singles
| Single met eventuele hitnotering(en) in de Nederlandse Top 40 | Datum van verschijnen | Datum van binnenkomst | Hoogste positie | Aantal weken | Opmerkingen                                                                                          |
| ------------------------------------------------------------- | --------------------- | --------------------- | --------------- | ------------ | --- |
| Rock 'n Roll Junkie                                           | 1977                  | -                     |                 |              | & His Wild Romance                                                                                   |
| Saturday Night                                                | 1978                  | 19-08-1978            | 23              | 6            | & His Wild Romance / Nr. 17 in de Single Top 100                                                     |
| Still Believe                                                 | 1978                  | 23-12-1978            | 30              | 6            | & His Wild Romance / Nr. 15 in de Single Top 100 / NOS Steunplaat Hilversum 3                        |
| Maak Van Uw Scheet Een Donderslag!                            | 1979                  | 03-02-1979            | 17              | 7            | als De Breedbekkikkers / Nr. 10 in de Single Top 100                                                 |
| Never Be Clever                                               | 1979                  | 19-05-1979            | 9               | 9            | & His Wild Romance / Alarmschijf / Nr. 10 in de Single Top 100                                       |
| I Love You Like I Love Myself                                 | 1979                  | 03-11-1979            | 13              | 6            | & His Wild Romance / Nr. 12 in de Single Top 100                                                     |
| Hot Shot                                                      | 1980                  | 02-02-1980            | 11              | 7            | & His Wild Romance / Alarmschijf / Nr. 8 in de Single Top 100                                        |
| I Don't Need You                                              | 1980                  | 10-05-1980            | 33              | 3            | & His Wild Romance / Nr. 29 in de Single Top 100                                                     |
| Blew my cool (Over you)                                       | 1980                  | 23-08-1980            | tip3            | -            | Nr. 47 in de Single Top 100                                                                          |
| Als Je Wint                                                   | 1984                  | 21-01-1984            | 10              | 6            | als Brood en Vrienten / Alarmschijf / Nr. 7 in de Single Top 100                                     |
| Tattoo Song                                                   | 1984                  | 12-05-1984            | 23              | 5            | & His Wild Romance / Alarmschijf / Nr. 19 in de Single Top 100                                       |
| My Girl                                                       | 1984                  | 28-07-1984            | tip4            | -            | & His Wild Romance / Nr. 48 in de Single Top 100                                                     |
| Lady Killer                                                   | 1984                  | 03-11-1984            | tip5            | -            | & His Wild Romance / Nr. 48 in de Single Top 100                                                     |
| Sleepin Bird                                                  | 1988                  | 02-04-1988            | 27              | 4            | & His Wild Romance / Nr. 26 in de Single Top 100                                                     |
| Babies                                                        | 1988                  | -                     |                 |              | & His Wild Romance / Nr. 95 in de Single Top 100                                                     |
| Saturday Night (Live)                                         | 1992                  | -                     |                 |              | & His Wild Romance / Nr. 71 in de Single Top 100                                                     |
| 50 Jaar                                                       | 1996                  | 23-11-1996            | 33              | 3            | als Brood en Vrienten / Nr. 29 in de Single Top 100                                                  |
| Pijn                                                          | 1997                  | 08-02-1997            | tip13           | -            | met Van Dik Hout / Nr. 70 in de Single Top 100                                                       |
| 634-5789                                                      | 1998                  | -                     |                 |              | met André van Duin & Jan Rietman / als Heroes & Friends Of Rock & Roll / Nr. 92 in de Single Top 100 |
| Saturday Night (Bigband version)                              | 1999                  | -                     |                 |              | Nr. 80 in de Single Top 100                                                                          |
| My Way                                                        | 2001                  | 11-08-2001            | 1 (2wk)         | 10           | Postuum / Nr. 1 in de Single Top 100                                                                 |
| Saturday Night (remix)                                        | 2001                  | -                     |                 |              | Nr. 62 in de Single Top 100                                                                          |
| Saturday Night                                                | 2006                  | 25-11-2006            | 35              | 4            | met Armin van Buuren / Nr. 25 in de Single Top 100                                                   |
| Papa komt vanavond niet thuis                                 | 2008                  | -                     |                 |              | als Brood & Drama / Nr. 21 in de Single Top 100                                                      |

| Single met hitnotering(en) in de Vlaamse Ultratop 50 | Datum van verschijnen | Datum van binnenkomst | Hoogste positie | Aantal weken | Opmerkingen           |
| ---------------------------------------------------- | --------------------- | --------------------- | --------------- | ------------ | --------------------- |
| Saturday Night                                       | 1978                  | 09-09-1978            | 20              | 2            | & His Wild Romance    |
| Hot Shot                                             | 1980                  | 09-02-1980            | 15              | 6            | & His Wild Romance    |
| Als Je Wint                                          | 1984                  | 04-02-1984            | 22              | 4            | als Brood en Vrienten |
| My Way                                               | 2001                  | 25-08-2001            | tip3            | -            | Postuum               |

### NPO Radio 2 Top 2000
| Nummers met noteringen in de NPO Radio 2 Top 2000 | '99 | '00  | '01 | '02 | '03 | '04 | '05 | '06  | '07  | '08 | '09  | '10 | '11  | '12  | '13  | '14  | '15  | '16  | '17  | '18  | '19  | '20  | '21  | '22  | '23  | '24  |
| ------------------------------------------------- | --- | ---- | --- | --- | --- | --- | --- | ---- | ---- | --- | ---- | --- | ---- | ---- | ---- | ---- | ---- | ---- | ---- | ---- | ---- | ---- | ---- | ---- | ---- | ---- |
| Als je wint (met Henny Vrienten)                  | -   | -    | -   | -   | -   | -   | -   | 1586 | -    | -   | -    | -   | 1957 | 1495 | 1897 | 1989 | 1885 | -    | -    | -    | -    | -    | 1892 | 1293 | 1711 | 1726 |
| I Love You Like I Love Myself (met Wild Romance)  | -   | -    | -   | -   | -   | -   | -   | -    | -    | -   | -    | -   | -    | -    | -    | -    | -    | 1994 | 1973 | 1756 | 1678 | 1773 | 1496 | 1809 | 1867 | -    |
| My Way                                            | ×   | ×    | -   | -   | -   | -   | -   | -    | -    | -   | -    | -   | -    | -    | -    | -    | -    | -    | -    | -    | -    | -    | -    | 1164 | 942  | 927  |
| Never Be Clever (met Wild Romance)                | 744 | 1039 | 668 | 631 | 970 | 707 | 901 | 873  | 1243 | 891 | 818  | 903 | 713  | 769  | 703  | 776  | 706  | 693  | 689  | 652  | 721  | 660  | 697  | 772  | 828  | 895  |
| Saturday Night (met Wild Romance)                 | 245 | 419  | 161 | 142 | 170 | 139 | 204 | 100  | 210  | 141 | 135  | 124 | 134  | 162  | 178  | 169  | 154  | 136  | 141  | 175  | 175  | 155  | 166  | 191  | 201  | 211  |
| Still Believe (met Wild Romance)                  | -   | -    | -   | -   | -   | -   | -   | -    | 1364 | -   | 1035 | 930 | 848  | 1141 | 1250 | 1060 | 1179 | 1402 | 1591 | 1740 | 1568 | 1598 | 1619 | 1905 | 1887 | 1801 |

1. ↑  Een '-' betekent dat het nummer niet was genoteerd, een '×' betekent dat het nummer nog niet was uitgebracht en een vetgedrukt getal geeft de hoogste notering van een nummer aan.

### Dvd's
| Dvd's met hitnoteringen in de dvd Top 30 | Datum van verschijnen | Datum van binnenkomst | Hoogste positie | Aantal weken | Opmerkingen                                                 |
| ---------------------------------------- | --------------------- | --------------------- | --------------- | ------------ | ----------------------------------------------------------- |
| Cha cha                                  | 2001                  | 11-08-2001            | 4               | 3            | met His Wild Romance, Nina Hagen, Lene Lovich & Les Chapell |
| Live at Rockpalast 1978 + 1990           | 2012                  | 04-02-2012            | 15              | 5            | met His Wild Romance                                        |

## Prijzen
- 1979. Zilveren Harp
- 1987. Popprijs
- 1988. Gouden Harp

- Biblioteca Nacional de España: XX1578380
- Biografisch Portaal: 65076921
- Digitale Bibliotheek voor de Nederlandse Letteren: broo001
- Gemeinsame Normdatei: 120393522
- International Standard Name Identifier: 0000 0000 9554 1707
- Library of Congress Control Number: n96043127
- MusicBrainz: b6a8f165-b329-433e-8904-06aec124266f
- Nederlandse Thesaurus van Auteursnamen: 073352330
- RKD-Nederlands Instituut voor Kunstgeschiedenis: 12961
- SNAC: w6bd238n
- Système universitaire de documentation: 082043213
- Virtual International Authority File: 38638516
- WorldCat: E39PBJtMkqxkCcC98jcQfK8t8C